# كلية أروشا التقنية

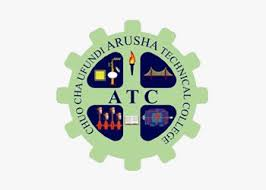
كلية أروشا التقنية

كلية أروشا التقنية تقع الكلية في أروشا تنزانيا. هي مؤسسة عامة مختلطة للتعليم العالي ما بعد الثانوي، وقد تم تأسيسها بشكل مشترك في عام 1978 من قبل حكومتي جمهورية تنزانيا المتحدة وألمانيا (جمهورية ألمانيا الاتحادية آنذاك) باسم الكلية التقنية في أروشا. تقع الكلية في منطقة الأعمال المركزية بمدينة أروشا في مجتمع شمال تنزانيا وشرق إفريقيا.
في مارس 2007 تم تغيير الاسم إلى كلية أروشا التقنية من خلال أمر إنشاء كلية أروشا التقنية رقم 78 على النحو الذي يسمح به قانون رقم 9 لعام 1997.

## الحرم الجامعي
يوجد بالكلية ثلاثة أحرم جامعية: الحرم الجامعي الرئيسي في مدينة أروشا: ملتقى طرق موشي أروشا ونيروبي، وأوليجورو في أروشا، وكيكوليتوا في هاي كليمنجارو.